# Città Rotonda di al-Mansur

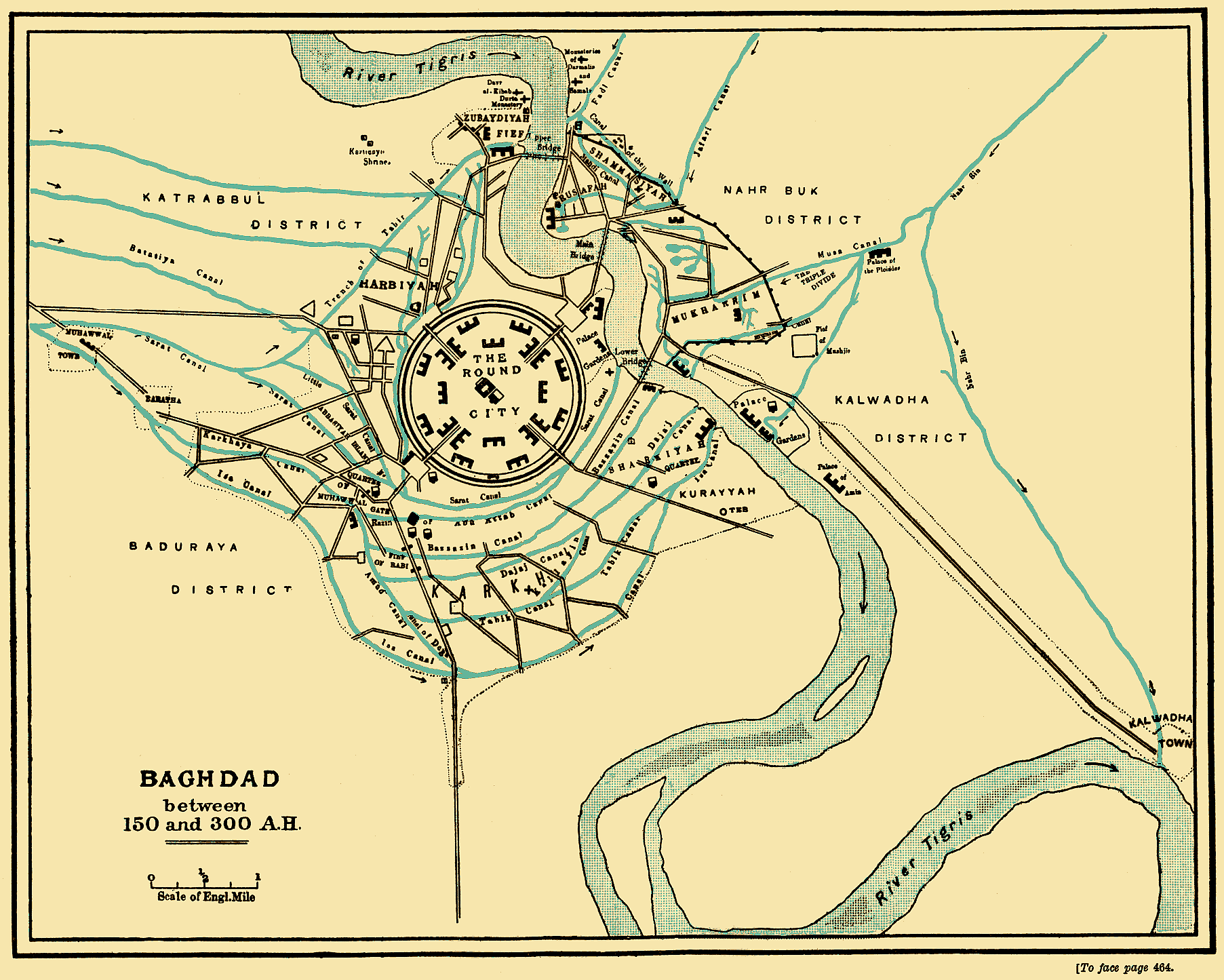

Con l'espressione Città [ro]tonda di Manṣūr o Città [ro]tonda di Baghdad, s'identificava il nucleo originario della capitale califfale abbaside edificato nella parte occidentale della primitiva Baghdad al fine di ospitare il complesso palaziale del califfo al-Manṣūr.

## La "Città Rotonda"

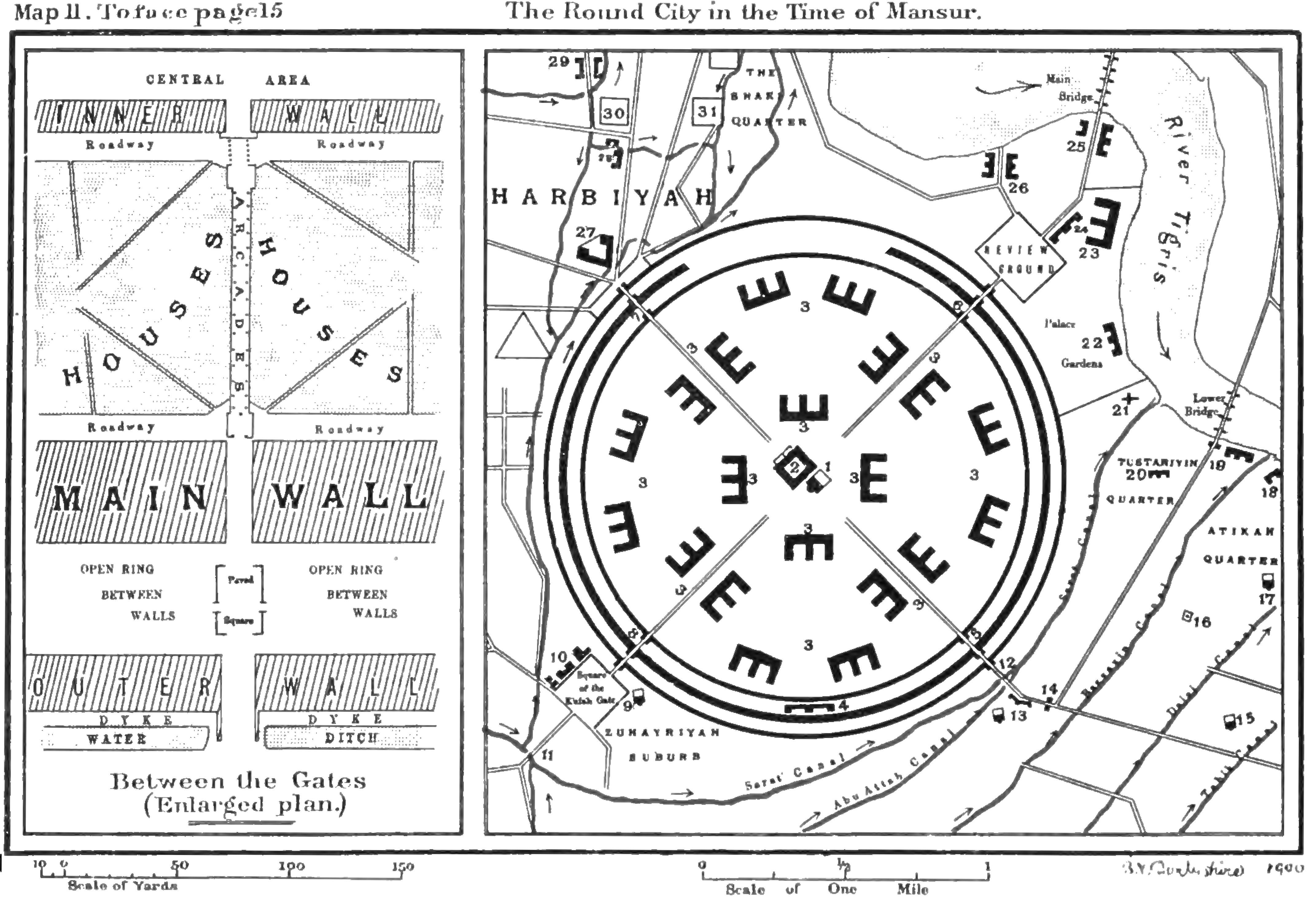

La reggia, i cui lavori cominciarono verso il 767 e si conclusero nel 912, ospitava l'ampia residenza privata e le rappresentanze pubbliche del califfo, il suo gineceo, gli edifici destinati alla sua guardia personale (dormitori, cucine, stalle per i cavalli, armerie), le costruzioni finalizzate all'espletamento delle attività burocratico-amministrative (Dīwān), le cucine necessarie all'alimentazione della vasta rete dei funzionari, il palazzo privato del vizir e i locali per i suoi più intimi collaboratori, la zecca (dār al-sikka), il ṭīrāz e l'erario (Bayt al-māl). 
Nel suo territorio sarà compresa nel IX secolo la Casa della Saggezza (Bayt al-Ḥikma), probabilmente nata come biblioteca personale del califfo Hārūn al-Rashīd ma poi ampliata di molto dal figlio al-Maʾmūn, che la rese accessibile al pubblico, articolandola in luoghi delegati allo studio e all'insegnamento dell'intera complessa rete delle discipline umanistiche e scientifiche, con speciale riguardo per il vasto nosocomio, aperto ai malati di ambo i sessi e che potevano fruire delle competenze mediche dei migliori medici, e della parte incaricata delle traduzioni delle opere classiche greche, persiane, siriache ed ebraiche.
La "Città tonda" aveva pianta circolare, probabilmente anche per l'influenza esercitata dai resti della capitale sasanide di Ctesifonte, che sorgeva non troppo distante da lì e che era stata rinominata dagli Arabi che l'avevano espugnata al-Madāʾin (Le città), visto che essa era sorta accanto all'antica città di Seleucia.

Il diametro delle mura difensive misurava circa 2 chilometri e, radialmente, era attraversata da due grandi arterie viarie, che sboccavano su grandi e ben protette porte, esattamente come avveniva per la città persiana di Isfahan, accuratamente descritta dal geografo Ibn Rusta (X secolo).
La città rotonda venne rasa al suolo dai Tatari nel 1258 durante la presa di Baghdad.